# Abasan al-Kabira
Abasan al-Kabira (arabisch عبسان الكبيرة, DMG ʿAbasān al-kabīra‘) ist eine palästinensische Stadt im Gouvernement Chan Yunis des Staates Palästina. Sie liegt in der im südlichen Gazastreifen, einige km südöstlich von Chan Yunis. Die Stadt hatte 2017 laut dem Palästinensischen Zentralamt für Statistik 26.767 Einwohner.

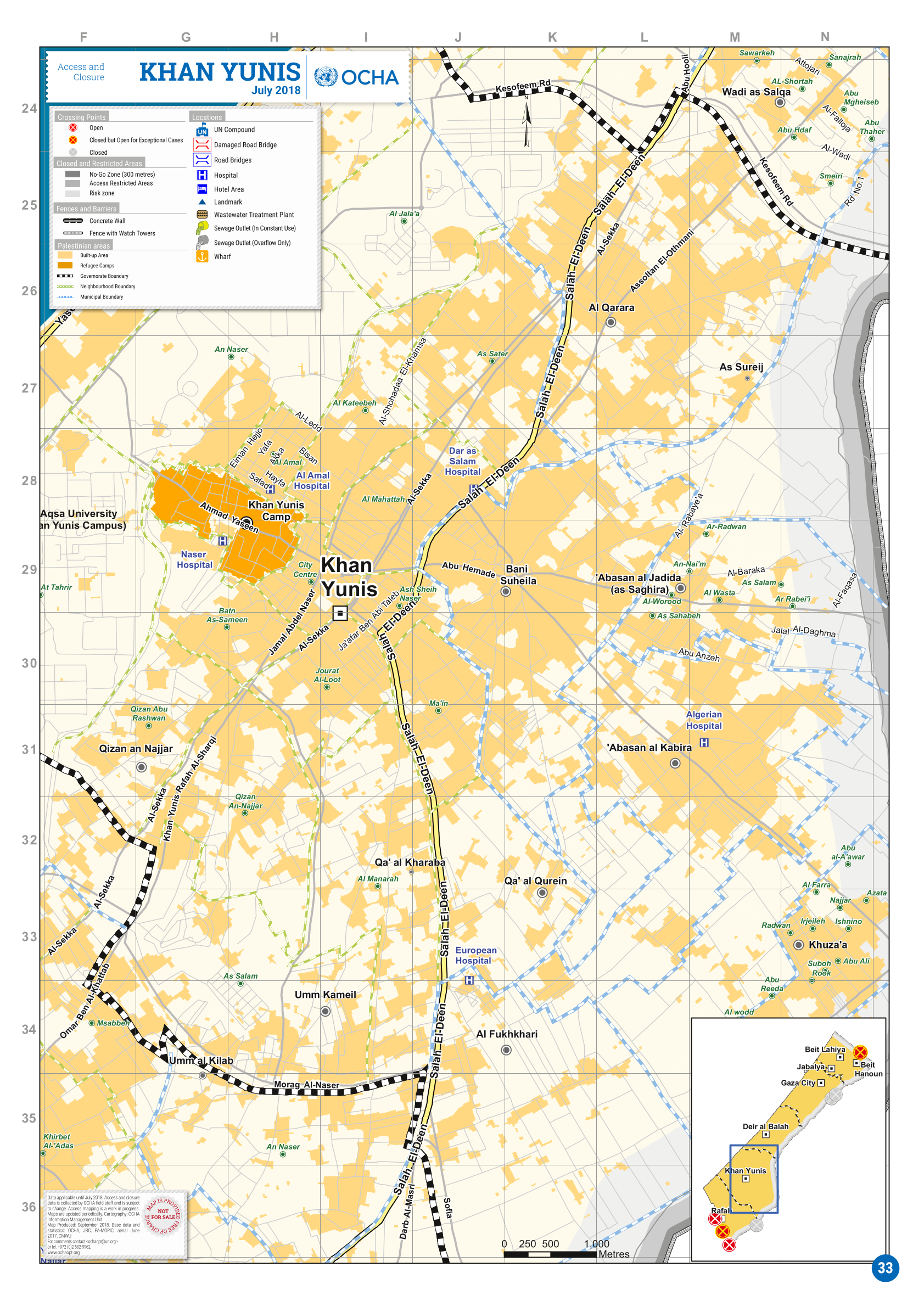
Karte vom Gouvernement Chan Yunis

Der Name lautet übersetzt Abasan die große, im Gegensatz zum Nachbarort Abasan as-Saghira, deren Name Abasan die kleine bedeutet. Beide Ortschaften sind in den vergangenen Jahren zusammengewachsen und bilden nun einen städtischen Raum von Chan Yunis. Die Arbeitslosenquote lag zuletzt bei 28 % (2011), das durchschnittliche Tageseinkommen bei 55 Israelischen Schekeln (2011, was damals knapp über 11 Euro entsprach).